# Distremocephalus texanus
Distremocephalus texanus är en skalbaggsart som först beskrevs av Leconte 1874.  Distremocephalus texanus ingår i släktet Distremocephalus och familjen Phengodidae. Inga underarter finns listade i Catalogue of Life.